# Edward Augustus Bond
Pour les articles homonymes, voir Bond.
Edward Augustus Bond (31 décembre 1815 - 2 janvier 1898) est un bibliothécaire britannique.

## Biographie
Bond est né à Hanwell, Londres, Angleterre, fils d'un maître d'école. Il fait ses études à la Merchant Taylors' School de Northwood et, en 1832, obtient un poste au Public Record Office. En 1838, il devient assistant au département des manuscrits du British Museum, où il attire l'attention de son chef, Sir Frederic Madden, l'un des principaux paléographes de son époque, et en 1852, il est nommé bibliothécaire d'Egerton. En 1856, il devient assistant conservateur des manuscrits et, en 1867, il est promu au poste de conservateur.
Son travail de réorganisation du département des manuscrits a une valeur durable, et c'est à lui que l'on doit le catalogue classifié des manuscrits, ainsi que l'amélioration de l'efficacité et de la ponctualité de la publication du département. En 1873, il est nommé bibliothécaire principal du British Museum. Sous sa direction, les nouveaux bâtiments de l'aile blanche sont construits, pour accueillir des estampes, des dessins, des manuscrits et des journaux. L'achat des manuscrits de Stowe est conclu alors qu'il est en fonction. Il fonde, en collaboration avec Edward Maunde Thompson, la Paleographical Society, et apporte des améliorations scientifiques à la paléographie classique.
Il est nommé LL. D. de Cambridge en 1879, créé chevalier du Bain en 1885 et KCB la veille de sa mort en janvier 1898.
Bond publie peu, mais il est l'éditeur de quatre volumes de fac-similés de chartes anglo-saxonnes de 679 à la Conquête, The Speeches in the Trial of Warren Hastings (1859–1861)  et un certain nombre d'autres documents historiques.
Il épouse Caroline Frances Barham (22 juillet 1823-1er août 1912), deuxième fille du révérend Richard Barham.